# Nemaschema baladicum
Nemaschema baladicum är en skalbaggsart som först beskrevs av Xavier Montrouzier 1861.  Nemaschema baladicum ingår i släktet Nemaschema och familjen långhorningar. Inga underarter finns listade i Catalogue of Life.